# Gold Diggers: The Secret of Bear Mountain
Gold Diggers: The Secret of Bear Mountain is een film uit 1995 onder regie van Kevin James Dobson. De film werd een commerciële flop, maar bracht wel veel geld op na de VHS-uitgave. Een dvd-versie stond gepland in 2007. Dit werd echter uitgesteld.
De film werd tijdens de Young Artist Awards in 1996 tweemaal genomineerd. Anna Chlumsky kreeg een nominatie voor Beste Actrice en de film zelf werd genomineerd voor Beste Familiefilm in de categorie action-adventure. Chlumsky won de prijs.

## Verhaal
Het is altijd moeilijk om van de grote stad (in dit geval Los Angeles) naar een huisje in de bossen te verhuizen, maar vooral voor Beth Easton en haar moeder Kate, aangezien Beths vader en Kates man zojuist is overleden. Terwijl Kate hier enkele jeugdvrienden heeft, heeft Beth niemand om mee om te gaan. Ook al is er geen dichtbijgelegen winkelcentrum of andere gelegenheden, lukt het Beth langzaam om vrienden te maken.
Op een dag ziet ze hoe twee jongens vechten. Ze wordt verrast als een van die jongens een tomboy blijkt te zijn, Jody genaamd. Jody heeft een slechte relatie met haar moeder, die weduwe is, en diens vriend Ray. Hoewel ze wordt omschreven als een slecht meisje, ontdekt Beth dat Jody een aardig meisje is, maar dat ze simpelweg een vriend nodig heeft.
Beth wordt haar beste vriendin en blijft aan haar zijde staan, ook al wordt Jody er van beschuldigd geprobeerd te hebben haar te vermoorden. Jody en Beth krijgen al snel een nieuwe hobby: Zoeken naar het lang verloren goud van de legendarische Molly Morgan in de Bear Mountain. Jody heeft een kaart die hen door tunnels en grotten leidt naar het zogenaamde goud.

## Rolverdeling
| Acteur               | Personage       |
| -------------------- | --------------- |
| Christina Ricci      | Beth Easton     |
| Anna Chlumsky        | Jody Salerno    |
| Polly Draper         | Kate Eatson     |
| Brian Kerwin         | Matt Hollinger  |
| Diana Scarwid        | Lynette Salerno |
| David Keith          | Ray Karnisak    |
| Ashleigh Aston Moore | Tracy Biggs     |
| Jewel Staite         | Samantha        |